# Хопёр-Инвест
ТОО «Инвестиционная компания „Хопёр-Инвест“» — российская компания, ставшая впоследствии финансовой пирамидой. Один из рекламных слоганов компании, ставший популярным: «"Хопёр-Инвест" — отличная компания. От других».

## История
Компания «Хопёр-Инвест» была зарегистрирована в 1992 году в Волгограде Лией Константиновой, её сыном Львом Константиновым, Тагиром Абазовым (мужем сводной сестры Льва) и Олегом Суздальцевым. Главным бухгалтером стал Владимир Родин, впоследствии депутат ГД от КПРФ.
Компания вела активную рекламную кампанию по привлечению средств населения и уже к концу 1994 года имела филиалы в 75 регионах России. В съёмках рекламных роликов участвовали известные артисты Кабаре-дуэт «Академия» и Сергей Минаев.
В начале декабря 1994 года председатель Федеральной комиссии по ценным бумагам и фондовому рынку при Правительстве России Анатолий Чубайс в своём заявлении подверг резкой критике деятельность «Хопёр-Инвеста». В частности, он отметил, что некоторые из компаний-«хопров», связанных между собой общими учредителями, используют «классические пирамидальные схемы».
Вскоре после заявления А. Чубайса «Хопёр-Инвест» прекратил выплаты. На тот момент финансовая пирамида задолжала около 500 млрд неденоминированных рублей четырём миллионам вкладчиков. Обманутые вкладчики подали заявления в правоохранительные органы, и в итоге было возбуждено уголовное дело по факту мошенничества.
В марте 1996 года Лия Константинова, вступив в должность президента «Хопра» (якобы после того, как сын по болезни передал ей свои дела), заявила, что была произведена грандиозная чистка кадров компании — из 15 тысяч сотрудников был оставлен только один процент; были уволены все вице-президенты. Также она обвинила бывшего генерального директора Сергея Калачинского в причинении ущерба в размере миллиарда рублей. Было объявлено, что прибыль от выгодной продажи акций АООТ «Ленинградский комбинат хлебопродуктов» направлена на выплаты вкладчикам.
В середине 1990-х годов Лев Константинов и Тагир Абазов уехали в Израиль. Впоследствии их объявили в международный розыск. Российские власти несколько раз пытались добиться их выдачи, но неизменно получали отказ.
6 августа 1997 года была арестована Лия Константинова. Ей было предъявлено обвинение в хищении восьми миллиардов неденоминированных рублей, принадлежащих вкладчикам. С Олега Суздальцева была взята подписка о невыезде.

## Приговор и дальнейшая судьба руководителей компании
19 апреля 2001 года Таганский районный суд Москвы вынес приговор Лие Константиновой и Олегу Суздальцеву, признав их виновными в мошенничестве, совершённом организованной группой, в крупном размере (часть 3 статьи 147 УК РСФСР).
Лия Константинова получила 8 лет лишения свободы с конфискацией имущества и отбыванием наказания в колонии общего режима. Но поскольку на момент вынесения приговора Константинова уже 4 года пробыла в следственном изоляторе, она уже на следующий день после суда была условно-досрочно освобождена по состоянию здоровья: у неё был рак груди. Выйдя из-под стражи, Л. Константинова вернулась в Волгоград, затем улетела в Израиль к сыну, где умерла 31 июля 2004 года.
Тагир Абазов, по данным на 2007 год, так и не был арестован. Он открыто жил в Израиле со своей семьёй и вёл активную деятельность, в 2005 году даже подавал в суд на МВД Израиля за отказ в признании его евреем. В Москве у Абазова сохранилась четырёхкомнатная квартира на Чистых прудах, которая в настоящий момент арестована. Уголовное дело в отношении Абазова приостановлено в связи с тем, что он до сих пор числится в розыске из-за невозможности депортации.
Лев Константинов пытался заниматься в Израиле бизнесом, но разорился. По сообщениям 2007 года, он вёл жизнь обычного эмигранта из России, работал охранником в отеле «King David» в Иерусалиме. В Израиле Константинов долгое время сожительствовал с женщиной, которая родила ему двоих детей, но потом вместе с детьми вернулась в Россию. По состоянию на январь 2015 года Константинов продолжает жить в Израиле и работает преподавателем английского языка в школе.
Олег Суздальцев получил 4 года лишения свободы с конфискацией имущества. После суда большая часть имущества семьи Суздальцевых была распродана. По возвращении из заключения О. Суздальцев вновь стал жить в Волгограде с женой, с которой они вырастили троих детей.